# 马兰 (脑科学家)
马兰（1958年9月—），山西平定人，汉族，中华人民共和国脑科学家、政治人物，全国人民代表大会上海地区代表。

## 生平
1977年，考入沈阳药科大学；1984年，获中国医科大学免疫学硕士学位；1990年，赴美国北卡罗来纳大学教堂山分校医学院获该大学生物化学专业博士学位，后供职于拜耳集团制药分部美国拜耳研究中心博士后，之后回国，担任复旦大学上海医学院教授，从事阿片类药物成瘾的分子机理研究，后担任复旦大学脑科学研究院院长。2008年起担任全国人大代表。